# رومینا سالک
رومینا سالک (زاده ۷ اردیبهشت ۱۳۸۴ در اصفهان) رول‌اسکیت‌باز زن اهل ایران است.

## زندگی ورزشی
سالک اسکیت را بصورت حرفه ای از ۱۱ سالگی آغاز کرد.هنگامی که ۱۲ سال داشت به تیم ملی دعوت شد و در اولین مسابقه برون مرزی خود،مدال نقره مسابقات جوانان قهرمانی آسیا در کره جنوبی را به گردن آویخت تا نوید ظهور یک ستاره در ورزش ایران باشد.در حالیکه ۱۴ سال داشت موفق به کسب مدال برنز قهرمانی جوانان جهان شد.سال ۱۴۰۲ را شاید بتوان نقطه عطف زندگی ورزشی سالک دانست،جاییکه او موفق شد علاوه بر کسب عناوین متعدد قهرمانی آسیا،قهرمانی جهان و کاپ جهانی در رده جوانان؛۲ بار رکورد جهانی رده سنی زیر ۱۹ سال در مواد اسپید اسلالوم و فری استایل را بهبود بخشد.این رکوردشکنی ها تحسین همگان از جمله امیر عبداللهیان،وزیر امورخارجه ایران را نیز در پی داشت.این موفقیتها فدراسیون جهانی اسکیت‌ را بر آن داشت تا در آخرین رنکینگ جهانی اعلامی خود در خرداد ماه ۱۴۰۳ در رده جوانان،سالک را در جایگاه دوم این رشته قرار دهد.

## افتخارات
- مدال نقره مسابقات قهرمانی جوانان آسیا کره جنوبی ۲۰۱۷
- مدال برنز مسابقات قهرمانی جوانان جهان اسپانیا ۲۰۱۸
- مدال طلا مسابقات قهرمانی جوانان جهان ایتالیا ۲۰۲۳
- مدال طلا مسابقات قهرمانی کاپ جهانی جوانان فرانسه ۲۰۲۳
- مدال برنز مسابقات قهرمانی جوانان آسیا چین ۲۰۲۳
- مدال طلا مسابقات قهرمانی جوانان جهان چین ۲۰۲۳
- مدال طلا مسابقات بین‌المللی فری استایل ایتالیا ۲۰۲۴[۴۱][۴۲][۴۳]
- مدال طلا مسابقات کاپ جهانی ایتالیا ٢٠٢۵ [۴۴] [۴۵]